# .int
A .int egy internetes legfelső szintű tartomány kód, melyet 1988-ban hoztak létre. Kizárólag a nemzetközi jog alanyai regisztrálhatnak alá.